# Xiayadong
Xiayadong (kinesiska: 下亚东, 下亚东乡, 仁青岗, 下亚东区) är en socken i Kina. Den ligger i den autonoma regionen Tibet, i den sydvästra delen av landet, omkring 330 kilometer sydväst om regionhuvudstaden Lhasa. Antalet invånare är 1 097. Befolkningen består av 565 kvinnor och 532 män. Barn under 15 år utgör 19,0 %, vuxna 15-64 år 74 %, och äldre över 65 år 5,0 %.